# 요한 아우구스트 에버하르트

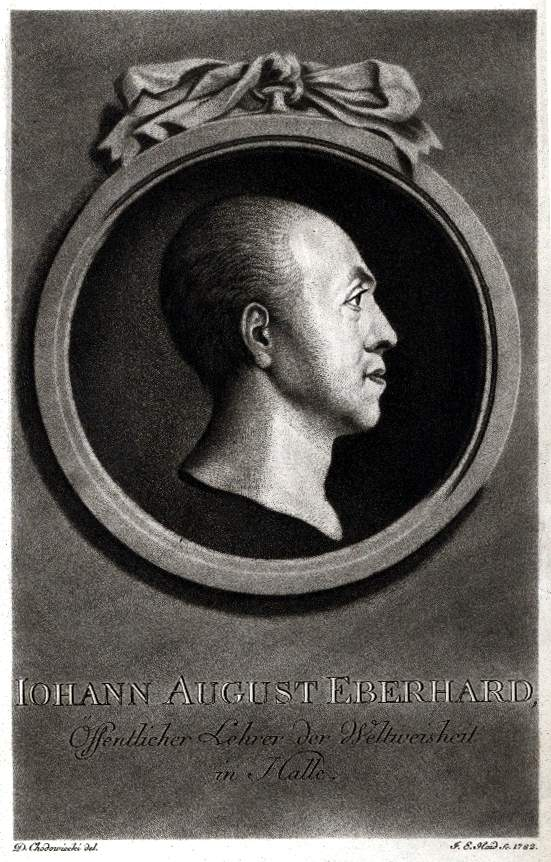

요한 아우구스트 에버하르트 (Johann Augustus Eberhard, 1739년 8월 31일 ~ 1809년 1월 6일)는 독일의 신학자이자,대중 철학자였다.

## 삶과 경력
에버하르트는 할버슈타트 공국의 할버 슈타트 에서 태어났는데, 그의 아버지는 학교 교사였고 성 마틴 교회의 성악가였다. 그는 할레대학교에서 신학을 공부했고, 호르스트 남작의 장남의 가정교사가 되었는데, 그는 몇 년 동안 그 가족과 함께 지냈다. 1763년에 그는 성 마틴 학교의 공동 학장으로 임명되었고, 성령 병원 교회의 두 번째 설교자가 되었지만, 그는 곧 이 직책을 사임하고 후원자를 따라 베를린으로 갔다. 그곳에서 그는 CF 니콜라이와 모세스 멘델스존을 만났고, 그들과 절친한 친구가 되었으며, 그들은 그가 자신의 견해를 형성하는 데 중요한 역할을 했다. 1768년에 그는 베를린의 구빈원과 이웃 어촌 마을인 슈트랄로브의 목사가 되었다 . 여기서 그는 1772년에 로테르담 성직자 피터 호프스티데(Peter Hofstede)가 Jean-François Marmontel의 Belisarius 작품 15장을 공격한 것을 계기로 Neue Apologie des Socrates (소크라테스에 대한 새로운 변론)를 썼다.
1774년에 그는 샤를로텐부르크의 생계에 임명되었다. 그의 변증서의 두 번째 권은 1778년에 출판되었다. 이 권에서 그는 전반부에 대한 몇 가지 반대에 맞서려고 노력했고, 기독교 종교의 교리, 종교적 관용, 성경을 해석하는 적절한 규칙에 대한 그의 연구를 계속했다. 1778년에 그는 할레에서 철학 교수직을 수락했는데, 그의 학생으로는 프리드리히 슐라이어마허와 세르비아 작가 도시테이 오브라도가 있었다. 1786년에 그는 베를린 과학 아카데미 회원으로 받아들여졌고, 1805년에 프로이센 국왕은 그에게 추밀고문이라는 명예 칭호를 수여했다. 1808년에 그는 그의 신학 저술에 대해 수여된 신학 박사 학위를 취득했다. 그는 1809년에 베를린에서 사망했다. 그는 학술 언어의 달인이었고 유창하게 프랑스어를 말하고 썼으며 영어, 이탈리아어, 네덜란드어를 이해했다.

## 신학 및 철학 연구

### 신학
에버하르트는 《소크라테스의 새로운 변명과 같은 책에서 구원은 계시에 의존하지 않고, 이교도도 천국에 갈 수 있으며, 영원한 형벌이라는 개념은 죄인을 도덕적으로 개선한다는 본래의 목적과 모순된다고 주장했다.

### 철학
에버하르트는 존 로크 의 모든 지식은 감각을 통해 온다는 입장을 지지했지만, 이를 순수한 현상주의로 발전시켰다. 미학 에서 그는 "주관적 최종론"이라고 부르는 입장을 취했는데, 이 라벨은 나중에 임마누엘 칸트가 채택했다. 즉, 아름다움은 대상의 객관적 속성이 아니라 대상과 관찰자의 대표적 힘 사이의 관계다. 따라서 그에게 예술은 즐거운 열정을 일깨우고 자극하는 것을 목표로 해야 한다. 에버하르트에 따르면, 미적 활동은 어린이의 놀이에서 처음 나타난다. Philosophisches Magazin (1788~1792) 및 Philosophisches Archiv (1792~1795)의 편집자로서 Eberhard는 칸트를 비판하는 많은 기사(대부분 자신이 쓴 글)를 출판했다. 그는 칸트의 연구는 전적으로 파생된 것이며, 단순히 고트프리트 라이프니츠의 연구와 다양한 독단주의를 채택한 것이라고 주장했는데 이에 대하여 칸트는 그의 책 "Ueber eine Entdeckung, nach der alle neue Kritik der reinen Vernunft durch eine ältere entbehrlich gemacht werden soll (Königsberg, 1790)"에서 에버하르트의 비판에 응수하였다.